# محوطه سلیمان کندی
محوطه سلیمان کندی مربوط به سده‌های میانه دوران‌های تاریخی پس از اسلام است و در شهرستان ماهنشان، بخش انگوران، دهستان انگوران، ۴ کیلومتری جنوب روستای قواق سفلی واقع شده و این اثر در تاریخ ۲۶ اسفند ۱۳۸۷ با شمارهٔ ثبت ۲۵۹۴۶ به‌عنوان یکی از آثار ملی ایران به ثبت رسیده است.